# 끓는점

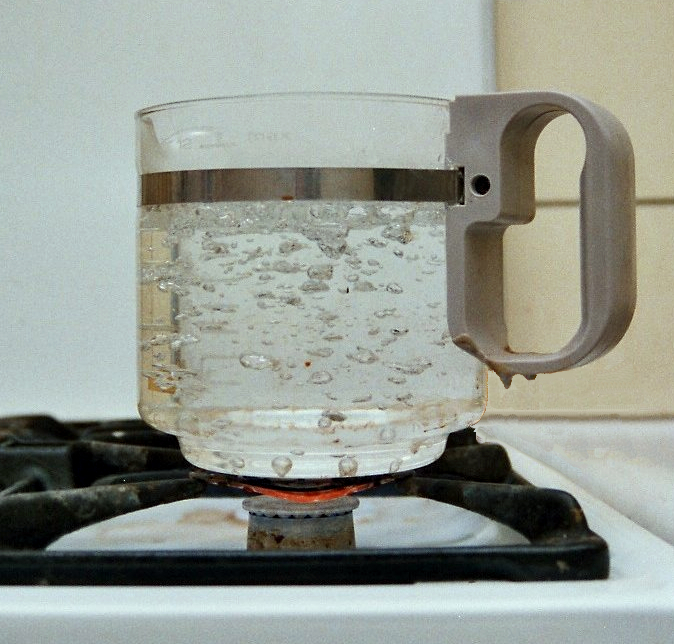

끓는점(-點, boiling point)은 액체 물질의 증기압이 외부 압력과 같아져 끓기 시작하는 온도이다. 비등점(沸騰點)이라고도 한다. 끓는다는 것은 운동에너지가 상대적으로 큰 분자들이 모여서 외부압력을 이기고 기포로 성장할 수 있는 것이므로, 다른 물분자들의 인력이 약한 액체 표면에서 탈출하는 증발과 달리 지속적인 에너지를 열로 전달받을 수 있는 곳이 통상 기포가 발생하는 곳이 된다. 보통은 1 기압에서의 값을 말하며 그 물질의 고유한 상수(常數)가 된다. 예를 들어 물의 경우는 100°C이다. 끓는점은 액체의 증기압이 외부의 압력과 같아지는 온도이므로 외부의 압력에 따라 변화하게 된다. 외부의 압력이 커질수록 끓는점은 높아지고 외부압력이 낮아지면 끓는점도 낮아지는데 실제 에베레스트산 정상에서의 대기압은 250Torr 정도이며 이때 물의 끓는점은 80°C이다(1atm= 760mmHg).

## 끓는점의 예
- 용기에 담긴 물은 용기의 뚜껑을 이용해 압력을 조절하여 물의 끓는점을 높일수있다.
- 물에 나트륨성분인 소금이나 설탕을 용해시킨 물은 순수한 물보다 끓는점이 높아진다. 이는 비휘발성 용질이 물분자의 증기압력을 낮추기 때문이다.

## 같이 보기
- 삼중점
- 임계 온도
- 어는점

## 참고
- 生生실험실 - 소금물의 끓는점
- 사이언스올 - 화학: 끓는점 보관됨 2019-04-03 - 웨이백 머신